# Catalisadores de Grubbs
O catalisador de Grubbs é um composto de coordenação estabelecido a partir de carbeno de ruténio. Foi baptizado com o nome do químico que o sintetizou pela primeira vez Robert H. Grubbs. O catalisador de Grubbs é usado nas reação de transalquilidenação ou metátese de olefina.
Os catalisadores de Grubbs são divididos formalmente em duas gerações (veja abaixo).
Ao contrário do que acontece com outros catalisadores de metátese de olefina, o catalisador de Grubbs permanece estável na presença de olefina com grupos funcionais e também pode ser usado em uma grande variedade de solventes. Por este motivo é considerado um catalisador de aplicação versátil.

## Desenvolvimento, síntese e propriedades

### Catalisadores de ruténio
O primeiro "catalisador de ruténio" ajustado para uma reacção de metátese de olefina foi desenvolvido em 1992. Este foi obtido a partir dos compostos RuCl2(PPh3)4 e 1,1-difenil-2-ciclopropeno:

### Catalisadores de ruténio do tipo Grubbs

#### Catalisador de 1ª geração
O desenvolvimento do catalisador de ruténio resultou, em 1995, no (hoje denominado) "catalisador de Grubbs de primeira geração". Este também possibilita as recções de metátese, mais especificamente as polimerizações de abertura de anel (via metátese) e as chamadas ciclizações por metátese (sobretudo para obtenção de anéis de cadeia grande). O catalisador de Grubbs, por sua vez, pôde ser sintetizado a partir da reação entre RuCl2(PPh3)3, diazometano de fenila e triciclohexilfosfina, em uma síntese “one pot”. Este tipo de catalisador é (relativamente) estável ao ar (o que facilita o seu manejo):
O catalisador de primeira geração não foi apenas o primeiro catalisador a ser desenvolvido, como também um importante percursor de todos os tipos de catalisadores de Grubbs. Outro catalisador importante desta mesma classe foi o catalisador de carbeno solúvel, desenvolvido por Richard Schrock (carbenos de Schrock), que ficou conhecido como "Catalisador de 2ª geração".
Os catalisadores da "primeira geração" foram, em grande parte, substituídos pelos catalisadores da "segunda geração", que atingiram rapidamente maior prestígio.

#### Catalisador de 2ª geração
Os catalisadores de segunda geração são empregados nos mesmos tipos de reações. Estes possuem, no entanto, uma atividade química muito maior. São obtidos a partir dos catalisadores de primeira geração, nos quais um dos ligantes de fosfina é substituído pelo carbeno, a partir do 1,3-dimesitil-4,5-dihidroimidazol-2-olideno, com grupo alcóxi protegido:
O catalisador de 2ª geração é mais estável e resistente contra a humidade do ar.
| Nome               | Grubbs I                                                  | Grubbs II |
| Fórmula estrutural |                                                           | |
| Outros nomes       | benzilideno-bis(triciclohexilfosfina) dicloro ruténio(II) | benzilideno[1,3-bis(2,4,6-trimetil-fenila) -2-imidazolidinilideno]dicloro (triciclohexilfosfina) ruténio(II) |
| Número CAS         | 172222-30-9                                               | 246047-72-3                                                                                                  |
| Estado físico      | sólido                                                    | sólido |
| Fórmula molecular  | C43H72Cl2P2Ru                                             | C46H65Cl2N2PRu                                                                                               |
| Massa molar        | 822,96 g/mol                                              | 848,97 g/mol                                                                                                 |
| Descrição          | de coloração púrpura                                      | de coloração marrom a cor-de-rosa                                                                            |
| Ponto de fusão     | 153 C (decomposição)                                      | 143,5–148,5 °C                                                                                               |
| Densidade          |                                                           | |
| Solubilidade       |                                                           | |

Ambas as gerações de catalisadores são comercialmente disponíveis.
No ano de 2005 R. Grubbs, R. Schrock e Y. Chauvin foram agraciados com o Prêmio Nobel de Química pelos seus trabalhos no campo da catálise e aplicações na metátese de olefina.

#### Catalisadores Hoveyda
Os catalisadores de Hoveyda também são conhecidos como "catalisadores de Grubbs/Hoveyda". A diferença destes e dos catalisadores Grubs comuns, é apenas na posição, onde um ligante de trifenilfosfina é trocado por um éter aromático, que pertence ao resto da ligação do carbeno de benzila.
Podem ser obtidos a partir do composto de Grubbs correspondente, através da adição do composto quelante e do uso de um eliminador de fosfina, como o cloreto cuproso:
| Nome               | Grubbs/Hoveyda I                                                      | Grubbs/Hoveyda II                                                                                       |
| Fórmula estrutural |                                                                       | |
| Outros nomes       | dicloro(o-isopropoxifenilmetileno) (triciclohexilfosfina) ruténio(II) | 1,3-bis-(2,4,6-trimetil-fenila) -2-imidazolidinilideno) dicloro (o-isopropoxifenilmetileno) ruténio(II) |
| Número CAS         | 203714-71-0                                                           | 301224-40-8                                                                                             |
| Estado físico      | sólido                                                                | sólido                                                                                                  |
| Fórmula molecular  | C28H45Cl2OPRu                                                         | C31H38Cl2N2ORu                                                                                          |
| Massa molar        | 600,61 g/mol                                                          | 626,62 g/mol                                                                                            |
| Descrição          | de coloração marrom                                                   | de coloração verde                                                                                      |
| Ponto de fusão     | 195–197 °C                                                            | 216–220 °C                                                                                              |
| Densidade          |                                                                       | |
| Solubilidade       |                                                                       | |